# 유병호 (바둑 기사)
유병호(劉丙虎, 1950년 6월 29일 ~ )은 대한민국의 바둑 기사이다.

## 약력
1965년에 입단하였고, 1971년 최고위전과 1973년 최고위전, 왕위전 본선에 진출했다. 1978년 최고위전과 최강자전 본선, 1979년 최강자전 본선에 올랐다. 1997년 8단으로 승단했고 경희대학교 수원, 용인 캠퍼스에서 바둑학과 겸임교수를 역임했으며 특히 인천광역시와 경기도 지역의 경인 바둑 보급 및 활성화를 위해 활동했다. 2003년 9월, 유해원(劉海圓)이라는 이름으로 개명했으나 2006년 7월에 유병호로 이름을 다시 바꾸었다.
2005년 제5기 잭필드배 프로시니어기전 본선 16강에 진출했고, 2006년 9단으로 승단했다. 2016년 시니어바둑리그 인천 예림도어팀 감독으로 활동했다.